# John Robert Graham Pitkin
John Robert Graham Pitkin, también conocido como John RG Pitkin, (1840-1841 - 4 de julio de 1901) fue un diplomático y soldado estadounidense durante la guerra civil americana por parte del bando confederado.

## Biografía
Pitkin nació en 1840 o 1841 en Nueva Orleans, Luisiana. Estudiaría en la Universidad de Luisiana y fue admitido en el colegio de abogados en 1861, siendo reconocido con méritos al salir de la institución.
Después de su graduación, Pitkin ejercería la abogacía mientras se desempeñaba como director de escuela en Nueva Orleans entre los años 1861 y 1863. Durante la Guerra Civil, se encontraría sirviendo brevemente como soldado raso en el Regimiento Crescent de Luisiana, a partir del 18 de febrero de 1863. Sin embargo, tras la caída de Nueva Orleans, se declaró públicamente republicano y unionista, lo que le valió un puesto en la Reconstrucción. Participaría en la convención lealista del sur, celebrada en Filadelfia en 1866, y se desempeñaría como orador de la campaña republicana.
Pitkin tuvo una hija el 8 de agosto de 1877 en Nueva Orleans, Luisiana, llamada Helen. Luego se convertiría en redactora del periódico de Luisiana, el Times-Democrat.
En 1877, Pitkin fue nominado para ser mariscal de los Estados Unidos para el distrito este de Luisiana; ocuparía el cargo durante un año. Más tarde, en 1882, volvería a ocupar el cargo.
Pitkin se desempeñó como enviado extraordinario y ministro plenipotenciario de los Estados Unidos en Argentina de 1889 a 1893, un cargo que dejaría.
El último cargo gubernamental que ocuparía Pitkin sería el de director de correos de Nueva Orleans, cargo que ocupó entre 1898 y 1900. Renunció a este cargo en medio de un escándalo de chantaje que involucró a su secretaria y a varios de su gobierno, siendo sonado en periódicos locales y de la provincia durante aquellos días.
Pitkin murió en Nueva Orleans el 4 de julio de 1901 a causa de muerte natural.